# Gerard Joling
Gerard Jan (Gerard) Joling (Alkmaar, 29 april 1960) is een Nederlands zanger en televisiepresentator. In 1988 was hij de Nederlandse deelnemer aan het Eurovisiesongfestival. Naast zijn solocarrière is Joling lid van de Toppers.

## Zangcarrière

### Fotomodel en danser
Joling groeide op in Schagen, in een rijtjeshuis aan de Havenstraat 13, waar zijn moeder Janny Joling-van Dorp (1929–2022) nog tot het eind van haar leven woonde. 
Hij probeerde van jongs af aan aan de bak te komen in de muziek, maar slaagde er in eerste instantie niet in. Daarom volgt eerst een zijstap in zijn zangcarrière. Hij schrijft zich in bij een modellenbureau en figureert diverse keren als danser in diverse videoclips. In 1983 had hij een prominente rol in de videoclip van Earth and Fire single Jack is back. In 1984 had hij een rol als danser in de single She's a Liar van de Dolly Dots. Op een zekere dag besluit hij orkestbanden te laten maken. De modeshows die hij in die periode veelvuldig loopt, worden afgewisseld met het zingen van liedjes.

### Soundmixshow
In 1985 deed hij mee met de Soundmixshow van Henny Huisman. In de finale werd hij derde met het nummer Crying van Don McLean, maar dankzij dit optreden brak hij wel door, want in datzelfde jaar scoorde hij enkele grote hits, waaronder Love is in your eyes en Ticket to the tropics. Het laatste nummer kwam binnen afzienbare tijd op de nummer 1-positie.

### Internationale carrière
Met het album No more bolero's, dat in 22 landen werd uitgebracht, overtrof hij zijn eerdere succes. Deze cd stond in Nederland en in Oost-Azië wekenlang op nummer één, terwijl hij daar nog nooit had opgetreden. In 1988 werd Joling gevraagd Nederland te vertegenwoordigen tijdens het Eurovisie Songfestival in Dublin. Tijdens de generale repetitie haalde hij de hoge laatste noot van Shangri-la, maar tijdens het uiteindelijke optreden besloot hij de laatste noot van het nummer een octaaf lager te zingen, omdat hij de hoge uithaal niet aandurfde, als gevolg van een schnabbel waarvoor hij tussentijds naar Nederland was teruggegaan en waarvan hij ziekelijk was teruggekomen. Joling eindigde op de negende plaats.
Na zijn Songfestival-avontuur ontving Joling de award 'Best selling Dutch Artist' in Monaco tijdens de World Music Awards. Tevens werd zijn wassenbeeld bijgezet in Madame Tussauds te Amsterdam en deed hij theatertournees in meer dan twintig landen.

### Verdere successen
In de jaren negentig debuteert de dan al immens populaire Joling als televisiepresentator in het karaokeprogramma Karaoke op 4 van RTL 4. Daarnaast is de zanger met grote regelmaat te gast in het programma Life & Cooking van Carlo Boszhard en Irene Moors. Vervolgens presenteert Joling drie seizoenen lang het succesvolle programma De Waarheid op SBS6. Ook presenteerde hij voor de zender drie jaar lang Shownieuws.

### Relatieve afwezigheid
Na Zing met me mee (1995), een Nederlandstalige interpolatie van het lied Ein lied kan ein Brücke sein van de Duitse zangeres Joy Fleming uit 1975, scoort Joling een tijdje geen hits. In 1997 schittert Joling in 85 shows van Holiday on Ice als speciale gast. Na een periode van relatieve afwezigheid stond Joling begin 2004 weer in de schijnwerpers met zijn eigen realitysoap, Only Joling. Het werd een veelbekeken televisieprogramma. Later dat jaar volgde een uitverkocht concert in Rotterdam Ahoy. Het is voor het eerst in zijn twintigjarige carrière dat hij een soloconcert geeft.

### De Toppers
In 2005 begonnen René Froger, Gordon Heuckeroth en Joling aan de formatie de Toppers. Dit naar aanleiding van de concerten die Froger in 2004 in de Amsterdam ArenA (de huidige Johan Cruijff ArenA) gaf waar Joling en Gordon een gastoptreden hadden. Het oorspronkelijke plan was om eenmalig een concert te geven voor genodigden in Koninklijk Theater Carré. Maar de reacties op deze medley waren zo overweldigend, waardoor de drie heren definitief aan de formatie De Toppers begonnen en sinds 2005 elk jaar een reeks concerten geven in de Johan Cruijff ArenA.

### Over de vloer
In 2005 trad hij samen met Gordon op in de realityserie Joling & Gordon over de vloer. In deze serie draaiden Joling en Gordon iedere week drie dagen mee in een gezin, vereniging of bedrijf. Het zijn plekken die totaal verschillen van hun dagelijks leven. Het programma, waarvan drie seizoenen zijn verschenen, werd een groot succes. Vervolgens presenteerde Joling voor SBS programma's als Sterren Dansen op het IJs, Popstars, Holland's Got Talent, So You Wanna Be a Popstar en Wie ben ik?.

### Maak me gek
In 2007 bereikt de single Maak me gek de eerste plaats in de Nederlandse hitlijsten en stijgt ook het gelijknamige album naar de hoogste positie van de Single Top 100. Hiermee is het zijn grootste hit sinds zijn nummer 1-single No more bolero's uit 1989. In de Nederlandse Top 40 wordt dit resultaat echter niet behaald. Het gelijknamige album Maak me gek bereikt ook de top in de Album Top 100.
Na het succes van de single Maak me gek scoorde Joling in mei opnieuw een grote hit, dit keer samen met André Hazes. De single Blijf bij mij staat dertien weken op nummer 1. Daarnaast is het de bestverkochte single van 2007. Na Blijf bij mij kwam Maar vanavond nog tot nummer 11.

### Concerten en hits
Eind 2007 staat Joling twee keer in een uitverkocht Ahoy met zijn concert ‘Stout en Nieuw’. Na het succes van het album Maak me gek en bijbehorende singles kwam Joling met de album Bloedheet. Als voorloper hiervan werd eerst zijn de single 24 uur verliefd uitgebracht. Dit werd een nummer 12-hit. Hierna verschenen ook de singles Het is nog niet voorbij (een cover van Willeke Alberti) en Ik hou d'r zo van. Ze kwamen respectievelijk tot plaats 10 en 7. Ik hou d'r zo van en Laat me alleen (een postuum duet met Rita Hovink) bereikten in de Single Top 100 de eerste plaats. In 2008 gaf Joling twee concerten op recreatieterrein Spaarnwoude.
In 2008 stapte Joling uit De Toppers wegens een ruzie met Gordon. Zijn plaats werd ingenomen door Jeroen van der Boom. In die formatie, dus zonder Joling, vertegenwoordigden De Toppers in 2009 Nederland tijdens het  Eurovisiesongfestival in Moskou. Op 3 december keerde Joling echter terug bij De Toppers. Op 3 oktober 2009 bereikte de single Engel van mijn hart de eerste plaats van de hitlijst. Ook Ik leef mijn droom kwam in de Single Top 100 op nr. 1 en zou daar 3 weken blijven staan.
Verder presenteerde hij grote amusementsprogramma waaronder Hole in the wall, K2 zoekt K3, Move Like Michael Jackson en Sterren Springen. Ook deed Joling mee aan het vierde seizoen van Beste Zangers.

### Geer & Goor-reallifesoaps
In 2012 scoorde Joling in duet met Jan Smit zijn negende nr. 1-hit in de Single Top 100 met Echte vrienden. Ook de singles De nacht voorbij en Mijn liefde (duet met Jandino Asporaat) bereikten de eerste positie in de GFK single top 100. In oktober 2013 gaf Joling twee uitverkochte concerten in de Ziggo Dome.
Vanaf oktober 2013 waren Joling en Gordon weer samen te zien op de televisie. In het programma Geer & Goor: Effe geen cent te makken leven de zangers een maand lang van een AOW en wonen gedurende die tijd in een woning in Amsterdam-Noord, dit deden ze om aandacht te vragen voor het Nationaal Ouderenfonds. Na het succes van het programma kreeg het programma meerdere vervolgen waaronder Geer & Goor: waarheen, waarvoor?, Geer & Goor: Zoeken een hobby!, (genomineerd voor de Gouden Televizier-Ring) en Geer & Goor: Stevig Gebouwd. Daarnaast waren de heren vier seizoenen lang teamleiders in het programma Alles mag op ....
In 2014 verschijnen opnieuw verschillende singles van Joling, waaronder Een vriend (Duet met Toon Hermans), Ik proost met jou, Rio (Remake van de hit van Maywood) en Iedereen doet 't (Remake van Robert Long). Vervolgens kwam Joling steeds vaker met nieuwe nummers, zoals Lieveling, The Border (Remake van de rockband America), Dochter van de groenteboer (duet met de Gebroeders Ko), Laat me leven (Duet met Tino Martin), Lekker en Vakantie.

### Verdere successen
In 2018 was hij samen met Gordon te zien als duo-coach in het eerste seizoen van The Voice Senior. Zij hadden uiteindelijk de eerste winnaar van het programma, Jimi Bellmartin, in hun team zitten. Daarnaast bracht hij zijn kerstsingle Christmas On The Dance Floor opnieuw uit. Het nummer bereikte de vijfde plaats in de Single Top 100. Verder werkte hij mee aan de single Total loss, een samenwerking met de feestact Snollebollekes.
Vanaf 2019 is Joling te zien in de jury van The Masked Singer op RTL 4. In het programma gaat een geselecteerde groep bekende Nederlanders gemaskerd de zangstrijd met elkaar aan. Ook is Joling aanvoerder van de honderdkoppige jury van All Together Now. In 2019 wordt ook de TrosKompas Oeuvre Award aan hem toegekend. In 2020 bracht Joling een nieuw album uit met Engels- en Nederlandstalige popnummers. Als voorloper hiervan bracht hij, in samenwerking met rapper Poke, de single We gaan raket nu uit. In augustus 2020 maakt Joling zijn terugkeer als coach bij The Voice Senior, ditmaal zal hij als zelfstandige coach te zien zijn in plaats van een duo-coach.
Verder is Joling nog betrokken bij diverse andere RTL-programma's, waaronder Te land, ter zee en in de lucht en Oh, wat een jaar!. In 2025 was de realitysoap Only Joling een veelbekeken televisieprogramma op RTL 4. De titelsong van de serie, Altijd vrijgezel, groeide uit tot een ware hit. Op 29 april 2025  presenteerde Joling zijn aanstaande single waarop hij een duet zingt met wijlen André Hazes: I've Been Loving You Too Long van Otis Redding. Hazes zelf bracht het nummer al uit in 1989, Joling voegde zijn vocalen eraan toe. Theo Hazes, de jongere broer van André werd voor de clip ingezet als body double.

## Televisiecarrière
| Televisie als presentator/jurylid | Televisie als presentator/jurylid           | Televisie als presentator/jurylid                                       |
| Jaar                              | Productie                                   | Opmerking                                                               |
| --------------------------------- | ------------------------------------------- | ----------------------------------------------------------------------- |
| 1996-1997                         | Karaoke op 4                                | Presentatie twee seizoenen                                              |
| 2000-2009                         | Life & Cooking                              | Regelmatig te gast                                                      |
| 2002-2003                         | De Waarheid                                 | Presentatie twee seizoenen                                              |
| 2003                              | D'r Op Of D'r Onder                         | Jurylid                                                                 |
| 2003-2008                         | Shownieuws                                  | Presentatie                                                             |
| 2006-2013                         | Sterren Dansen Op Het IJs                   | Presentatie vijf seizoenen                                              |
| 2006, 2024-heden                  | Te land, ter zee en in de lucht             | Starter                                                                 |
| 2007-2008                         | Kinderen Dansen Op Het IJs                  | Presentatie twee seizoenen met Nance                                    |
| 2007                              | So You Wanna Be A Popstar                   | Presentatie seizoen 1 en 2, samen met Nance                             |
| 2008-2009                         | Holland's Got Talent                        | Presentatie twee seizoenen                                              |
| 2008-2011                         | Popstars                                    | Presentatie drie seizoenen                                              |
| 2008-2009                         | Wie ben ik?                                 | Teamcaptain – twee seizoenen                                            |
| 2008-2021                         | Voetbal International / Veronica Inside     | Regelmatig te gast                                                      |
| 2009                              | Hole in the wall                            | Teamcaptain – één seizoen                                               |
| 2009                              | K2 zoekt K3                                 | Presentatie, samen met Koen Wauters                                     |
| 2010                              | Move Like Michael Jackson                   | Presentatie seizoen 1, samen met Veronique De Kock                      |
| 2012-2014                         | Sterren Springen op Zaterdag                | Presentatie twee seizoenen                                              |
| 2013                              | Bloed, zweet & tranen                       | Jurylid in seizoen 1                                                    |
| 2013                              | Vliegende Hollanders: Sterren van de Schans | Presentatie seizoen 1, samen met Tess Milne                             |
| 2014-2017                         | Alles mag op ...                            | Teamcaptain, programma samen met Jandino en Gordon – vier seizoenen     |
| 2014                              | Beat it                                     | Teamcaptain, programma samen met Kim-Lian van der Meij en Jan Smit      |
| 2015                              | K3 zoekt K3                                 | Presentatie, samen met Niels Destadsbader                               |
| 2015                              | Carlo's TV Café                             | Presentatie aflevering 10, samen met Carlo Boszhard                     |
| 2016                              | Zeesterren                                  | Teamcaptain, samen met Irene Moors en Jamai Loman                       |
| 2016                              | K3: Ons leven na de finale                  | Presentatie                                                             |
| 2016                              | De Vreemde Eend                             | Teamcaptain, samen met Irene Moors en Jeroen van der Boom               |
| 2017                              | Gordon gaat trouwen: maar met wie?          | Jurylid en gast                                                         |
| 2018                              | Topper Gezocht!                             | Jurylid                                                                 |
| 2018                              | 24 Uur Mandekking                           | Hoofdgast                                                               |
| 2018, 2020-2021                   | The Voice Senior                            | Jurylid-coach; in 2018 als duo-coach met Gordon, sinds 2020 zelfstandig |
| 2019-heden                        | The Masked Singer                           | Panellid                                                                |
| 2019-2020                         | All Together Now                            | Jurylid                                                                 |
| 2021                              | RTL Exclusief                               | Teamcaptain                                                             |
| 2021-heden                        | Vandaag Inside                              | Regelmatig te gast                                                      |
| 2022                              | Secret Duets                                | Panellid                                                                |
| 2022                              | Fout maar goud                              | Teamleider                                                              |
| 2023                              | DNA Singers                                 | Panellid                                                                |
| 2023-heden                        | Oh, wat een jaar!                           | Teamleider                                                              |
| 2024                              | Stars on Stage                              | Deelnemer                                                               |
| 2024                              | Make Up Your Mind                           | Deelnemer                                                               |
| Televisie in eigen realitysoaps   |                                             |                                                                         |
| Jaar                              | Productie                                   | Opmerking                                                               |
| 2004, 2025-heden                  | Only Joling                                 | Reallifesoap over Joling                                                |
| 2005-2007                         | Joling & Gordon over de vloer               | Realitysoap met Gordon – 3 seizoenen                                    |
| 2005                              | Froger, Joling & Gordon: Over de Toppers    | Zesdelige wekelijkse realityserie op RTL 4                              |
| 2005                              | Toppers in de sneeuw                        | Tweedelige realityserie op Talpa                                        |
| 2006-2007                         | Toppers: De weg naar de ArenA               | Wekelijkse realityserie op Talpa                                        |
| 2013                              | Geer & Goor: Effe geen cent te makken       | Seizoen 1; reallifesoap en benefietgala                                 |
| 2014                              | Geer & Goor: waarheen, waarvoor?            | Seizoen 2; reallifesoap                                                 |
| 2016                              | Geer & Goor: Zoeken een hobby!              | Seizoen 3; reallifesoap                                                 |
| 2016-heden                        | Gerard Joling Vlog                          | Wekelijkse vlog op YouTube                                              |
| 2017                              | 12,5 Jaar De Toppers                        | Documentaire                                                            |
| 2017                              | De Toppers: Wild West, Thuis Best           | Reallifesoap                                                            |
| 2017                              | Geer & Goor: Stevig Gebouwd                 | Seizoen 4; reallifesoap                                                 |

## Discografie

### Albums
| Album                          | Verschijnen   | Label                | Hitlijsten | Hitlijsten | Hitlijsten | Hitlijsten | Hitlijsten |
| Album                          | Verschijnen   | Label                | NL         | NL         | BE (VL)    | BE (VL)    | DE         |
| Album                          | Verschijnen   | Label                | Piek       | Weken      | Piek       | Weken      | Piek       |
| ------------------------------ | ------------- | -------------------- | ---------- | ---------- | ---------- | ---------- | ---------- |
| Love is in your eyes           | 18 okt 1985   | Warner               | 1 (1 wk)   | 30         | —          |            | —          |
| Sea of love                    | 10 okt 1986   | Warner               | 5          | 11         | —          |            | —          |
| Heart to heart                 | 30 okt 1987   | Mercury              | 32         | 7          | —          |            | —          |
| The best of Gerard Joling      | juli 1988     | Arcade               | —          |            | —          |            | —          |
| No more boleros                | 14 jul 1989   | Mercury              | 1 (1 wk)   | 25         | —          |            | 39         |
| Corazón                        | 26 okt 1990   | Mercury              | 28         | 8          | —          |            | —          |
| The very best of Gerard Joling | juli 1991     | Arcade               | —          |            | —          |            | —          |
| Memory lane                    | 6 sep 1991    | Mercury              | 22         | 11         | —          |            | —          |
| Eye to eye                     | 9 okt 1992    | Mercury              | 34         | 6          | —          |            | —          |
| Eternal love                   | november 1994 | Bunny                | 33         | 12         | —          |            | —          |
| The collection 1985 – 1995     | 7 apr 1995    | Mercury              | 38         | 12         | —          |            | —          |
| Heel even anders               | oktober 1995  | Bunny                | 33         | 6          | —          |            | —          |
| A magic Christmas              | november 1996 | Bunny                | —          |            | —          |            | —          |
| Nightlife                      | oktober 1997  | Bunny                | 76         | 3          | —          |            | —          |
| Only the strong songs survive! | mei 2001      | That's Entertainment | —          |            | —          |            | —          |
| Nostalgia                      | december 2004 | High Fashion         | 71         | 1          | —          |            | —          |
| Maak me gek                    | 23 feb 2007   | NRGY                 | 1 (1 wk)   | 36         | 21         | 10         | —          |
| Bloedheet                      | juli 2008     | NRGY                 | 5          | 30         | —          |            | —          |
| Goud – 25 jaar Gerard Joling   | mei 2010      | NRGY                 | 2          | 21         | —          |            | —          |
| Gewoon Gerard                  | april 2011    | NRGY                 | 4          | 17         | —          |            | —          |
| Ik ook van jou                 | mei 2013      | Vosound              | 1 (1 wk)   | 18         | 161        | 1          | —          |
| Christmas, the birth of love   | december 2014 | Strengholt           | 11         | 3          | —          |            | —          |
| Lieveling                      | juni 2016     | NRGY                 | 5          | 9          | 117        | 2          | —          |

### Singles
| Single                                                                                              | Verschijnen | Album                        | Hitlijsten | Hitlijsten | Hitlijsten | Hitlijsten | Hitlijsten |
| Single                                                                                              | Verschijnen | Album                        | NL         | NL         | BE (VL)    | BE (VL)    | DE         |
| Single                                                                                              | Verschijnen | Album                        | Piek       | Weken      | Piek       | Weken      | Piek       |
| --------------------------------------------------------------------------------------------------- | ----------- | ---------------------------- | ---------- | ---------- | ---------- | ---------- | ---------- |
| Love Is in Your Eyes                                                                                | 3-5-1985    | Love is in your eyes         | 4          | 11         | 2          | 13         | —          |
| Ticket to the tropics                                                                               | 13-9-1985   | Love is in your eyes         | 1 (1 wk)   | 14         | 3          | 15         | —          |
| Reach                                                                                               | 4-1986      | Sea of love                  | 8          | 8          | 8          | 8          | —          |
| Spanish Heart                                                                                       | 9-1986      | Sea of love                  | 28         | 5          | —          |            | —          |
| Everybody needs a little rain (met Randy Crawford)                                                  | 10-1986     | Sea of love                  | tip9       |            | —          |            | —          |
| Midnight to midnight                                                                                | 4-1987      | Heart to heart               | 32         | 3          | —          |            | —          |
| In this world                                                                                       | 9-1987      | Heart to heart               | tip7       |            | —          |            | —          |
| Chain of love                                                                                       | 11-1987     | Heart to heart               | tip8       |            | —          |            | —          |
| Shangri-la Inzending Eurovisiesongfestival 1988                                                     | 4-1988      | —                            | 20         | 6          | 15         | 4          | —          |
| Read my lips                                                                                        | 10-1988     | —                            | 35         | 4          | 39         | 1          | —          |
| No more bolero's                                                                                    | 19-5-1989   | No more boleros              | 1 (6 wk)   | 13         | 1 (3 wk)   | 15         | 5          |
| Stay in my life                                                                                     | 8-1989      | No more boleros              | 23         | 4          | 18         | 6          | —          |
| Corazón                                                                                             | 9-1990      | Corazón                      | 17         | 7          | —          |            | —          |
| Seasons (met Julian Hartman)                                                                        | 11-1990     | Corazón                      | tip15      |            | —          |            | —          |
| The drums are everywhere                                                                            | 3-1991      | Corazón                      | tip11      |            | —          |            | —          |
| Tu solo tu                                                                                          | 5-7-1991    | Memory lane                  | 16         | 6          | 39         | 1          | —          |
| Doo-wop days                                                                                        | 10-1991     | Memory lane                  | tip6       |            | 38         | 4          | —          |
| A prayer (met The Jordanaires)                                                                      | 12-1991     | Memory lane                  | tip3       |            | —          |            | —          |
| Come Back My Love                                                                                   | 4-1992      | Memory lane                  | tip4       |            | —          |            | —          |
| Can't take my eyes off you (met Tatjana Šimić)                                                      | 7-1992      | Eye to eye                   | 5          | 9          | 26         | 8          | —          |
| Fandango (In the name of love)                                                                      | 11-1992     | Eye to eye                   | tip9       |            | —          |            | —          |
| Liefde op het eerste gezicht Titelsong Liefde op het eerste gezicht                                 | 2-1994      | The collection 1985 – 1995   | 25         | 7          | —          |            | —          |
| Together again                                                                                      | 11-1994     | Eternal love                 | 38         | 2          | —          |            | —          |
| Everlasting love                                                                                    | 12-1994     | Eternal love                 | tip4       |            | —          |            | —          |
| Zing met me mee                                                                                     | 8-1995      | Heel even anders             | 22         | 6          | —          |            | —          |
| Heel even (met Shirley Zwerus)                                                                      | 1-1996      | Heel even anders             | tip9       |            | —          |            | —          |
| Wat ging er mis tussen ons                                                                          | 5-1996      | Heel even anders             | tip3       |            | —          |            | —          |
| Without your love                                                                                   | 4-1997      | Nightlife                    | tip16      |            | —          |            | —          |
| Cry baby                                                                                            | 3-1998      | Nightlife                    | tip13      |            | —          |            | —          |
| At your service (met Jan Rietman)                                                                   | 6-2002      | —                            | 23         | 2          | —          |            | —          |
| The lion sleeps tonight (met Cooldown Café)                                                         | 10-2003     | —                            | 29         | 2          | —          |            | —          |
| Maak me gek                                                                                         | 1-2007      | Maak me gek                  | 2          | 16         | 17         | 7          | —          |
| Blijf bij mij (met André Hazes)                                                                     | 5-2007      | Maak me gek                  | 1 (11 wk)  | 23         | tip14      |            | —          |
| Maar vanavond                                                                                       | 9-2007      | Maak me gek                  | 11         | 7          | —          |            | —          |
| 24 uur verliefd                                                                                     | 4-2008      | Bloedheet                    | 12         | 8          | —          |            | —          |
| Het is nog niet voorbij                                                                             | 6-2008      | Bloedheet                    | 10         | 7          | —          |            | —          |
| Ik hou d'r zo van                                                                                   | 9-2008      | Bloedheet                    | 7          | 8          | —          |            | —          |
| Ik kan niet wachten & Het geheim (met Diego) Titelsong Sinterklaas en het Geheim van het Grote Boek | 11-2008     | —                            | 35         | 2          | —          |            | —          |
| Laat me alleen (met Rita Hovink)                                                                    | 12-2008     | Bloedheet                    | 19         | 6          | —          |            | —          |
| Engel van mijn hart                                                                                 | 9-2009      | Goud – 25 jaar Gerard Joling | 31         | 4          | —          |            | —          |
| Ik leef mijn droom                                                                                  | 3-2010      | Goud – 25 jaar Gerard Joling | 20         | 7          | —          |            | —          |
| Hou je morgen nog steeds van mij                                                                    | 3-2011      | Gewoon Gerard                | tip7       |            | —          |            | —          |
| Er hangt liefde in de lucht                                                                         | 7-2011      | Gewoon Gerard                | tip8       |            | —          |            | —          |
| Dan voel je me beter                                                                                | 1-2012      | —                            | tip5       |            | tip72      |            | —          |
| Echte vrienden (met Jan Smit)                                                                       | 5-2012      | Ik ook van jou               | 10         | 8          | —          |            | —          |
| De nacht voorbij                                                                                    | 1-2013      | Ik ook van jou               | 27         | 3          | tip72      |            | —          |
| Koningslied (als onderdeel van Nationaal Comité Inhuldiging)                                        | 19-4-2013   | —                            | 2          | 4          | 41         | 1          | —          |
| Mijn liefde (met Jandino)                                                                           | 6-2013      | Ik ook van jou               | 29         | 3          | —          |            | —          |
| Een vriend (met Toon Hermans)                                                                       | 01-01-2014  | Ik ook van jou               |            |            | —          |            | —          |
| Ik proost met jou                                                                                   | 3-2014      | tip19                        |            | —          |            | —          | —          |
| Rio                                                                                                 | 5-2014      | —                            | tip5       |            | tip89      |            | —          |
| Winter is the warmest time o'year                                                                   | 08-11-2014  |                              |            | —          |            | —          | —          |
| Iedereen doet 't                                                                                    | 8-2015      | Lieveling                    | —          |            | tip77      |            | —          |
| Lieveling                                                                                           | 4-2016      | Lieveling                    | tip20      |            | —          |            | —          |
| Liefje (single remix)                                                                               | 01-09-2016  | Lieveling                    |            |            | —          |            | —          |
| Vol gas                                                                                             | 10-02-2017  | —                            |            | tip        |            | —          | —          |
| Laat me leven (met Tino Martin)                                                                     | 12-04-2017  | —                            |            |            |            | —          | —          |
| The Border                                                                                          | 12-01-2018  |                              |            | —          |            | —          | —          |
| Dochter van de groenteboer (met Gebroeders Ko)                                                      | 12-01-2018  | —                            | tip21      |            | —          |            | —          |
| Lekker                                                                                              | 28-06-2018  | —                            | —          |            | —          |            | —          |
| Vakantie                                                                                            | 8-2018      | —                            | —          |            | —          |            | —          |
| Christmas on the dance floor                                                                        | 06-12-2018  | —                            | tip3       |            | —          |            | —          |
| Total loss (met Snollebollekes)                                                                     | 03-2019     | —                            | tip15      |            | —          |            | —          |
| We gaan raket nu (met Poke)                                                                         | 03-07-2020  | —                            | tip 9      |            | tip        |            | —          |
| Maak me gek (versie 2020)                                                                           | 28-08-2020  | —                            | —          |            | —          |            | —          |
| Ga nog niet naar huis                                                                               | 19-02-2021  | —                            | —          |            | tip        |            | —          |
| Dit is de tijd (met Donnie)                                                                         | 09-07-2021  | —                            | tip24      |            | —          |            | —          |
| Los met z'n allen                                                                                   | 01-10-2021  | —                            | tip21      |            | —          |            | —          |
| Wat zie jij er lekker uit                                                                           | 07-07-2022  | —                            | —          |            | —          |            |            |
| Ga je met me mee                                                                                    | 03-03-2023  | —                            | —          | —          | —          | —          |            |
| Elke dag weer feest                                                                                 | 30-06-2023  | —                            | —          | —          | —          | —          | —          |
| Altijd vrijgezel                                                                                    | 16-11-2023  | —                            | —          | —          | —          | —          | —          |
| Twee motten                                                                                         | 22-12-2023  | —                            | —          | —          | —          | —          | —          |
| Mexico                                                                                              | 26-07-2024  | —                            | —          | —          | —          | —          | —          |
| Maak me gek (Sound Rush remix)                                                                      | 22-09-2024  | —                            | —          | —          | —          | —          | —          |

### NPO Radio 2 Top 2000
Van Gerard Joling stond alleen No more bolero's in 1999 in de NPO Radio 2 Top 2000, op plek 1716.

### Dvd's
- Toppers In Concert – 2005
- Joling & Gordon over de vloer seizoen 1 – 2005
- Joling & Gordon over de vloer seizoen 2 – 2006
- Toppers In Concert 2006 – 2006
- Sterren Dansen Op Het IJs – 2006
- Joling & Gordon over de vloer seizoen 3 – 2007
- Toppers In Concert 2007 – 2007
- Stout & Nieuw; Live In Ahoy – 2008
- Samen Met Dré; Live In Concert – 2008
- Toppers In Concert 2008 – 2008
- Stout & Nieuw 2008; Live In Ahoy – 2009
- Toppers In Concert 2010 – 2010
- Toppers In Concert 2011 – 2011
- Toppers In Concert 2012 – 2012
- Toppers In Concert 2013 – 2013
- Geer & Goor effe geen cent te makken Seizoen 1 – 2013
- Gerard Joling Lekker In Ziggo Dome
- Geer & Goor Waarheen Waarvoor Seizoen 1 – 2014
- Toppers In Concert 2014 – 2014
- Toppers In Concert 2015 – 2015
- Toppers In Concert 2016 – 2016
- Toppers In Concert 2017 – 2017
- Toppers In Concert 2018 – 2018
- Toppers In Concert 2019 – 2019

| Muziek-dvd met eventuele hitnotering(en) in de Nederlandse Muziek Dvd Top 30 | Datum van verschijnen | Datum van binnenkomst | Hoogste positie | Aantal weken | Opmerkingen |
| ---------------------------------------------------------------------------- | --------------------- | --------------------- | --------------- | ------------ | ----------- |
| Stout & nieuw – Live in Ahoy                                                 | 2008                  | 15-03-2008            | 2               | 27           |             |
| Stout & nieuw 2008 – Live in Ahoy                                            | 2009                  | 23-05-2009            | 3               | 21           |             |
| Lekker in de Ziggo Dome                                                      | 2013                  | 23-11-2013            | 1(1wk)          | 49           |             |

## Concerten
| Datum | Productie                                                      | Locatie             | Aantal concerten |
| ----- | -------------------------------------------------------------- | ------------------- | ---------------- |
| 2004  | Only Joling                                                    | Rotterdam Ahoy      | 1×               |
| 2005  | Toppers in concert                                             | Amsterdam ArenA     | 2×               |
| 2006  | Toppers In Concert – Grootste vriendentempel                   | Amsterdam ArenA     | 3×               |
| 2007  | Gerard Joling – Stout & Nieuw                                  | Rotterdam Ahoy      | 2×               |
| 2007  | Toppers In Concert – Disco and Future                          | Amsterdam ArenA     | 6×               |
| 2008  | Toppers In Concert – Glitter and Glamour                       | Amsterdam ArenA     | 3×               |
| 2008  | Gerard Joling – For Your Eyes Only                             | Spaarnwoude         | 2×               |
| 2010  | Toppers In Concert – Welcome to Heaven                         | Amsterdam ArenA     | 3×               |
| 2011  | Toppers In Concert – The Royal Party for Kings and Queens      | Amsterdam ArenA     | 3×               |
| 2012  | Toppers In Concert – The Love Boat Edtion                      | Amsterdam ArenA     | 3×               |
| 2013  | Toppers In Concert – 1001 Nights Edition                       | Amsterdam ArenA     | 3×               |
| 2013  | Gerard Joling – Lekker                                         | Ziggo Dome          | 2×               |
| 2014  | Toppers In Concert – Made in Holland                           | Amsterdam ArenA     | 4×               |
| 2014  | Holland zingt Hazes                                            | Ziggo Dome          | 3×               |
| 2015  | Toppers In Concert – Crazy Summer Edition                      | Amsterdam ArenA     | 5×               |
| 2016  | Toppers In Concert – Royal Night of Disco                      | Amsterdam ArenA     | 3×               |
| 2016  | Toppers In Concert – The Christmas party of the year           | Rotterdam Ahoy      | 6×               |
| 2017  | Toppers In Concert – Wild West, Thuis Best                     | Amsterdam ArenA     | 2×               |
| 2018  | Toppers In Concert – Pretty in Pink, The Circus Edition        | Johan Cruijff ArenA | 3×               |
| 2019  | Toppers In Concert – 15 Jaar Toppers                           | Johan Cruijff ArenA | 2×               |
| 2020  | Holland zingt Hazes                                            | Ziggo Dome          | 4×               |
| 2020  | Toppers in Concert 2020 – Christmas Party of the Year          | Rotterdam Ahoy      | 4×               |
| 2021  | Gerard Joling – GOUD (Jubileumeditie) - afgelast               | Ziggo Dome          | 2×               |
| 2021  | Holland zingt Hazes                                            | Ziggo Dome          | 2×               |
| 2022  | Holland zingt Hazes                                            | Ziggo Dome          | 5×               |
| 2022  | Toppers in concert – Happy Together – The Flower Power Edition | Johan Cruijff ArenA | 3×               |
| 2023  | Holland zingt Hazes                                            | Ziggo Dome          | 4×               |

## Trivia
- Joling speelde een bijrol in de film Flodder in Amerika!, waarin hij te zien was als co-piloot.
- Voor de jaarwisseling 2007/2008 kwam er een speciaal Gerard Joling-gerelateerd vuurwerkpakket op de markt. Dit uit siervuurwerk bestaande pakket droeg de naam Maak Me Gek. Joling vond het een giller. De pijlen droegen namen als Ticket to the Tropics en Ik hou d'r van. "Dat is toch té geestig?" aldus Joling zelf.[15]
- Joling heeft een stem ingesproken voor de film Shrek 3, namelijk die van lelijke stiefzuster Mabel.
- In 2007 werd Joling gevraagd om het nieuwe SBS6-programma Dancing Queen te presenteren, maar hij weigerde omdat hij het daarvoor te druk had.[16]
- Tijdens een interview met RTL Boulevard vertelde Gerard Joling dat hij meer dan 12 miljoen geluidsdragers heeft verkocht, mede dankzij zijn successen eind jaren 80 in Azië. Hiermee is hij een van Nederlands best verkochte artiesten.
- Het nummer "Dan voel je me beter" uit 2012 is een cover van "Ai se eu te pego!" van Michel Teló.
- Joling werd in 2013 benoemd tot Ridder in de Orde van Oranje-Nassau.[17]
- In 2018 kwam Joling in opspraak omdat hij een foto op zijn sociale media had geplaatst waar hij op een struisvogel zat.[18]
- In oktober 2024 was Joling in een cameo te zien in de bioscoopfilm De Grote Sinterklaasfilm: Stampij in de bakkerij.